# Azamora brunnea
Azamora brunnea är en fjärilsart som beskrevs av Paul Dognin 1911. Azamora brunnea ingår i släktet Azamora och familjen mott. Inga underarter finns listade i Catalogue of Life.